# Siesta Key
Siesta Key é uma Região censo-designada localizada no estado americano de Flórida, no Condado de Sarasota.

## Demografia
Segundo o censo americano de 2000, a sua população era de 7150 habitantes.

## Geografia
De acordo com o United States Census Bureau tem uma área de
8,9 km², dos quais 5,9 km² cobertos por terra e 3,0 km² cobertos por água.

## Localidades na vizinhança
O diagrama seguinte representa as localidades num raio de 8 km ao redor de Siesta Key.